# Jacob Wilhelm Bennet
Jacob Wilhelm Bennet, född den 18 april 1718 på Bälteberga i Ottarps socken, Malmöhus län, död den 10 januari 1792 på Rosendal i Kropps socken, Malmöhus län, var en svensk friherre och militär. Han var son till Wilhelm Bennet, måg till Rutger Barnekow och farfar till Rutger Henrik Bennet.
Bennet blev volontär vid Garnisonsregementet i Malmö 1735, fänrik där 1737 och löjtnant 1741. Han bevistade fälttågen i Finland 1741 och 1742. Bennet blev regementskvartermästare vid Norra skånska kavalleriregementet 1747, kaptenlöjtnant där 1750, ryttmästare 1752 och ryttmästare med kompani 1753. Efter att ha fått transport som ryttmästare till Smålands kavalleriregemente 1758 beviljades han avsked samma år. Bennet tilldelades överstes titel 1772. Han blev riddare av Svärdsorden 1770 och kommendör av Vasaorden 1772. Bennet blev begraven i Kropps kyrka.